# Філібелі Ахмад Хільмі
Ця персоналія з Османської імперії. В Османській імперії прізвищ не використовували. В Туреччині їх почали використовувати лише від 1934 року, коли було прийнято закон про прізвища.

Філібелі Ахмад Хільмі (1865, Пловдив, Османська імперія — 17 жовтня 1914, Бурса, Туреччина) — османський політик і письменник.

## Життєпис
Народився 1865 року в Пловдиві.
Ім'я при народженні — Ахмад Хільмі. Також був відомий під прізвиськами Філібелі (родом з Філібе, османська назва Пловдива) і Шехбендерзаде (син консула). Батько Ахмада Хільмі, Сулейман-бей, обіймав посаду османського консула в Пловдиві.
Навчався спочатку у муфтія, потім закінчив середню школу. Після початку російсько-турецької війни 1877-78 років сім'я Ахмада переїхала в Едірне, потім — до Стамбула. Там він, можливо, закінчив галатасарайський ліцей, втім, частина істориків відкидає це.
Від 1888 року працював на пошті. Переїхав до Ізміра, але роботу на пошті продовжив. Незабаром по роботі був відправлений до Бейрута, там познайомився з членами комітету «Єднання і прогрес». Хоча відомостей про його життя та діяльність у Бейруті практично не збереглося, відомо, що він, як і багато членів комітету був змушений втекти до Єгипта. Там він прилучився до місцевого відділення комітету, а також видавав гумористичний журнал «Çaylak».
Після повернення в Османську імперію 1901 року, був заарештований і відправлений у пустелю Феццан. Там приєднався до місцевого суфійського ордену. Після молодотурецької революції повернувся до Стамбула, видавав низку журналів, найвідоміший з яких ісламістський журнал «Ittihad-ı Islam». В опублікованих у цьому журналі статтях критикувався націоналізм. На думку Філібелі, Османська імперія протягом тривалого часу змогла об'єднати мусульман оскільки туркам не властивий націоналізм. Він писав: «Історичний борг турків — трудитися для блага мусульман. Якщо турки перестануть робити це, турецьку ідентичність буде зруйновано».
Хоча Філібелі був близький до комітету «Єднання і прогрес», все ж він розходився з ними у поглядах і критикував їх. Після приходу до влади представників комітету видавані Філібелі журнали неодноразово забороняли, його навіть було вигнано в Кастамону, але 1911 року йому дозволили повернутися до Бурси.
Згодом написав низку робіт, як художніх, так і літературних, а також політичних. На противагу написаній Райнгартом Дозі «Історії ісламу» написав свою роботу з такою ж назвою.
Помер 1914 року в Бурсі за нез'ясованих обставин. Існує версія, що його вбито членами партії «Єднання і прогрес» або масонами. Похований у стамбульській мечеті Фатіх.

## Творчість
Найвідоміша робота Філібелі — фантастичне оповідання «Глибини фантазії» (тур. Amak-ı Hayal). У центрі оповіді — юнак на ім'я Раджі. Він отримав хорошу освіту, але так і не знайшов істини. Раджі намагається знайти її, вивчаючи різні вірування та філософії, але не досягає успіху. Одного разу юнак зустрічає суфійського шейха, той готує для Раджі каву і грає на флейті, ці дії викликають у головного героя сильні видіння.